# شارلوت بيريلي
 آنا جيني شارلوت نيلسون (بالسويدية: Charlotte Perrelli)‏ الشهيرة بشارلوت بيريلي (من مواليد 7 أكتوبر 1974) هي مغية ومذيعة سويدية.